# فوتيوس بطريرك الإسكندرية
فوتيوس بطريرك الإسكندرية للروم الأرثوذكس من 1900 الي 1925. عارض تغيير التقويم اليولياني إلى التقويم الغريغوري .  بني في عصره كنيسة القديسين كيروس ويوحنا بأبو قير الأسكندرية.  